# Carbonato de sodio
El carbonato de sodio o carbonato sódico es una sal blanca y translúcida de fórmula química Na2CO3, usada entre otras cosas en la fabricación de jabón, vidrio y tintes. Es conocido comúnmente como barrilla, natrón, sosa Solvay, soda Solvay, sosa Ash, washing soda, ceniza de soda y carbonato sódico anhidro o simplemente sosa, (no se ha de confundir con la sosa cáustica, que es el hidróxido de sodio, un derivado del carbonato sódico, obtenido mediante un proceso conocido como caustificación o por electrólisis). Es la sustancia alcalina más común que se conoce y utiliza desde la antigüedad.  Tiene una alta absorción de humedad. Se disuelve fácilmente en agua para formar una solución acuosa de alcalinidad media. el carbonato de sodio es ampliamente utilizado en varios campos de todo el mundo. Una de las aplicaciones más importantes del carbonato de sodio es para la fabricación de vidrio. Según las estadísticas, alrededor de la mitad de la producción total de carbonato de sodio se utiliza para fabricar vidrio. En el proceso de producción de vidrio, el carbonato de sodio desempeña un papel de flujo en el proceso de fusión de sílice. Además también se utiliza para limpieza.
Puede hallarse en la naturaleza y obtenerse articialmente

## Producción artificial
Puede obtenerse artificialmente, gracias a un proceso ideado y patentado en 1791 por el médico y químico francés Nicolás Leblanc. El proceso Leblanc implicaba las siguientes reacciones químicas:
1. Reacción de sal común con ácido sulfúrico: 2 NaCl + H2SO4 → Na2SO4 + 2 HCl
2. Reacción de calcinación de Na2SO4 con caliza y carbón: Na2SO4 + CaCO3 + 2 C → Na2CO3 + CaS + 2 CO2[4]

Más adelante este método fue sustituido por el método Solvay ideado por el químico belga Ernest Solvay. Solvay fundó en 1863 la compañía Solvay donde utilizó profusamente su método que conseguía abaratar aún más el proceso y eliminar algunos de los problemas que presentaba el método Leblanc. Este método utiliza como materias primas el cloruro de sodio (sal común), el amoníaco y el carbonato de calcio (piedra caliza). En 1915 se cerró la última fábrica de sosa Leblanc.
Asimismo, puede obtenerse calentando en una olla o a 240 °C, el bicarbonato sódico.

## Usos
El carbonato de sodio es usado para tostar (calentar bajo una ráfaga de aire) el cromo y otros extractos y disminuye el contenido de azufre y fósforo de la fundición y del acero. 
En la fabricación de detergentes, el carbonato de sodio es indispensable en las formulaciones al objeto de asegurar el correcto funcionamiento del resto de sustancias que lo componen, enzimas, tensioactivos, etc. durante las diferentes fases del lavado. 
Se puede usar con bicarbonato de sodio, feldespato, piedra caliza y surfactante, en limpieza, en especial, en el cuarto de baño e inodoros.
No es de menos importancia el empleo del carbonato de sodio en aquellos procesos en los que hay que regular el pH de diferentes soluciones, nos referimos al tratamiento de aguas de la industria, así como en los procesos de flotación. Cerámica, jabones, limpiadores, ablandador de aguas duras, refinación de petróleos, producción de aluminio, textiles, pulpa y papel. Procesamiento metalúrgico, preparación de productos farmacéuticos, sosa cáustica mediante el proceso de la caustificación, bicarbonato de sodio, nitrato de sodio y varios otros usos. El carbonato de sodio y sus derivados se usan para bajar el punto de fusión del silicio y poder trabajarlo mejor, también aporta el sólido necesario para formar la red.

## Producción

### Minería
La trona, también conocida como hidrogendicarbonato trisódico dihidratado (Na3HCO3CO3-2H2O), se extrae en varias zonas de EE. UU. y proporciona casi todo el consumo estadounidense de carbonato sódico. Los grandes yacimientos naturales encontrados en 1938, como el situado cerca de Green River (Wyoming), han hecho que la extracción sea más económica que la producción industrial en Norteamérica. Existen importantes reservas de trona en Turquía; se han extraído dos millones de toneladas de carbonato de sodio de las reservas cercanas a Ankara. También se extrae de algunos lagos alcalinos, como el lago Magadi en Kenia, mediante dragado. Los manantiales salinos calientes reponen continuamente la sal en el lago, y por tanto siempre que la tasa de dragado no sea mayor que la de reposición, pudiera considerarse sostenible.

### Barilla y algas
Varias especies de plantas halófilas (tolerantes a la sal) y de algas marinas pueden procesarse para obtener una forma impura de carbonato de sodio, y estas fuentes predominaron en Europa y otros lugares hasta principios del siglo XIX. Plantas terrestres (generalment del género Salicornia o del género Salsola y otros relacionados) o las algas marinas (típicamente las especies del género Fucus) se cosechaban, se secaban y se quemaban. Las cenizas se lixiviaban (se lavaban con agua) para formar una solución alcalina. Esta solución se hervía en seco para crear el producto final, que se denominaba "barrilla"; este nombre tan antiguo se refiere a la palabra árabe soda, aplicada a su vez a la soda de salsola, una de las muchas especies de plantas de la costa cosechadas para su producción. "Barilla" es un término comercial aplicado a una forma impura de potasa obtenida de plantas costeras o algas tipo kelp.
La concentración de carbonato sódico en la ceniza de sosa varía mucho, desde el 2-3% de la forma derivada de las algas marinas ("kelp"), hasta el 30% de la mejor barilla producida a partir de plantas de salicornia en España. Las fuentes vegetales y de algas para la ceniza de sosa, y también para el álcali relacionado "potasa", se volvieron cada vez más inadecuadas a finales del siglo XVIII, y se intensificó la búsqueda de maneras comercialmente viables para sintetizar ceniza de sosa a partir de sal y otros productos químicos.

### Proceso Leblanc
En 1792, el químico francés Nicolas Leblanc patentó un proceso para producir carbonato de sodio a partir de sal, ácido sulfúrico, piedra caliza y carbón. En el primer paso, el cloruro de sodio se trata con ácido sulfúrico en el proceso Mannheim. Esta reacción produce sulfato de sodio (torta de sal) y cloruro de hidrógeno:
```
   2NaCl + H2SO4 → Na2SO4 + 2HCl
```

La torta de sal y la piedra caliza triturada (carbonato cálcico) se reducen mediante el calentamiento con carbón. Esta conversión conlleva dos partes. La primera es la reacción carbotérmica por la que el carbón, una fuente de carbono, reduce el sulfato a sulfuro:
```
   Na2SO4 + 2C → Na2S + 2CO2
```

La segunda etapa es la reacción para producir carbonato de sodio y sulfuro de calcio:
```
   Na2S + CaCO3 → Na2CO3 + CaS
```

Esta mezcla se llama ceniza negra. La ceniza de sosa se extrae de la ceniza negra con agua. La evaporación de este extracto produce carbonato de sodio sólido. Este proceso de extracción se denomina lixiviación.
El ácido clorhídrico producido por el proceso Leblanc era una fuente importante de contaminación atmosférica, y el subproducto de sulfuro de calcio también presentaba problemas de eliminación de residuos. Sin embargo, siguió siendo el principal método de producción de carbonato sódico hasta finales de la década de 1880.

### Proceso Solvay
En 1861, el químico industrial belga Ernest Solvay desarrolló un método para fabricar carbonato de sodio haciendo reaccionar primero cloruro de sodio, amoníaco, agua y dióxido de carbono para generar bicarbonato de sodio y cloruro de amonio:
```
   NaCl + NH3 + CO2 + H2O → NaHCO3 + NH4Cl
```

El bicarbonato de sodio resultante se convirtió en carbonato de sodio al calentarlo, liberando agua y dióxido de carbono:
```
   2NaHCO3 → Na2CO3 + H2O + CO2
```

Mientras tanto, el amoníaco se regeneraba a partir del subproducto cloruro de amonio tratándolo con la cal (óxido de calcio) sobrante de la generación de dióxido de carbono:
```
   2NH4Cl + CaO → 2NH3 + CaCl2 + H2O
```

El proceso Solvay recicla su amoníaco. Sólo consume salmuera y piedra caliza, y el cloruro de calcio es su único producto de desecho. El proceso es sustancialmente más económico que el proceso Leblanc, que genera dos productos de desecho, el sulfuro de calcio y el cloruro de hidrógeno. El proceso de Solvay pasó a dominar rápidamente la producción de carbonato de sodio en todo el mundo. En 1900, el 90% del carbonato sódico se producía mediante el proceso Solvay, y la última planta del proceso Leblanc cerró a principios de los años 20.
El segundo paso del proceso Solvay, el calentamiento del bicarbonato de sodio, es utilizado a pequeña escala por los cocineros caseros y en los restaurantes para hacer carbonato de sodio con fines culinarios (incluidos los pretzels y los fideos alcalinos). El método es atractivo para estos usuarios porque el bicarbonato de sodio se vende ampliamente como bicarbonato de sodio, y las temperaturas requeridas (de 121 °C (250 °F) a 149 °C (300 °F)) para convertir el bicarbonato de sodio en carbonato de sodio se logran fácilmente en los hornos de cocina convencionales.

### Proceso de Hou
Este proceso fue desarrollado por el químico chino Hou Debang en la década de 1930. El anterior subproducto del reformado con vapor, el dióxido de carbono, se bombeaba a través de una solución saturada de cloruro de sodio y amoníaco para producir bicarbonato de sodio mediante estas reacciones:
```
   CH4 + 2H2O → CO2 + 4H2
   3H2 + N2 → 2NH3
   NH3 + CO2 + H2O → NH4HCO3
   NH4HCO3 + NaCl → NH4Cl + NaHCO3
```

El bicarbonato de sodio se recogió como un precipitado debido a su baja solubilidad y luego se calentó hasta aproximadamente 80 °C (176 °F) o 95 °C (203 °F) para producir carbonato de sodio puro, similar al último paso del proceso Solvay. Se añade más cloruro de sodio a la solución restante de cloruros de amonio y sodio; también se bombea más amoníaco a 30-40 °C a esta solución. A continuación, la temperatura de la solución se reduce a menos de 10 °C. La solubilidad del cloruro de amonio es mayor que la del cloruro de sodio a 30 °C y menor a 10 °C. Debido a esta diferencia de solubilidad dependiente de la temperatura y al efecto de los iones comunes, el cloruro de amonio se precipita en una solución de cloruro de sodio.
El nombre chino del proceso de Hou, lianhe zhijian fa (联合制碱法), significa "método alcalino de fabricación acoplada": El proceso de Hou está acoplado al proceso Haber y ofrece una mejor economía de átomos al eliminar la producción de cloruro de calcio, ya que no es necesario regenerar el amoníaco. El subproducto cloruro de amonio puede venderse como fertilizante.

## Propiedades físicas
La entalpía de disolución integral del carbonato sódico es de -28,1 kJ/mol para una disolución acuosa al 10% p/p. La Dureza Mohs del carbonato sódico monohidratado es 1,3.

## Apariencia como mineral natural

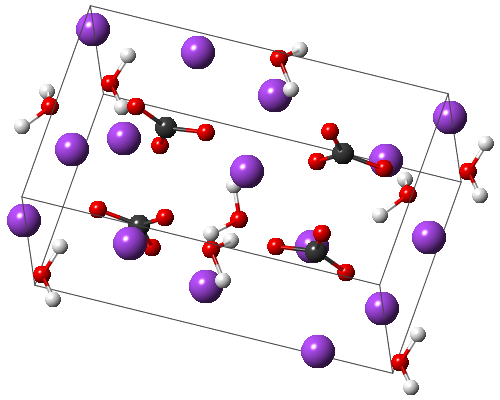
Estructura del monohidrato a 346 K

El carbonato de sodio es soluble en agua y puede aparecer de forma natural en regiones áridas, especialmente en depósitos minerales (evaporitas) formados cuando se evaporan lagos estacionales. Los depósitos del mineral natrón se han extraído de los fondos de lagos secos en Egipto desde la antigüedad, cuando el natrón se utilizaba en la preparación de momias y en la fabricación temprana de vidrio.
La forma mineral anhidra del carbonato sódico es bastante rara y se denomina natrita. El carbonato de sodio también erupciona en Ol Doinyo Lengai, el único volcán de Tanzania, y se supone que también lo hizo en otros volcanes en el pasado, pero debido a la inestabilidad de estos minerales en la superficie terrestre, es probable que se erosionen. Las tres formas mineralógicas de carbonato sódico, así como la trona, hidrogendicarbonato trisódico dihidratado, también se conocen en pegmatitas ultraalcalinas, que se encuentran, por ejemplo, en la península de Kola en Rusia.
Desde el punto de vista extraterrestre, el carbonato sódico conocido es raro. Los depósitos han sido identificados como la fuente de puntos brillantes en Ceres, material interior que ha sido llevado a la superficie. Aunque hay carbonatos en Marte, y se espera que estos incluyan carbonato de sodio, depósitos aún no han sido confirmados, esta ausencia es explicada por algunos como debida a un predominio global de bajo pH en suelo marciano previamente acuoso.